# Parc provincial et aire protégée Tweedsmuir North
Le parc provincial et l'aire protégée Tweedsmuir North (anglais : Tweedsmuir North Provincial Park and Protected Area) constituent une vaste zone protégée située au centre-ouest de la province de Colombie-Britannique au Canada et gérée par l'agence provinciale BC Parks. Le parc provincial couvre une superficie de 446 092 hectares tandis que l'aire protégée de Tweedsmuir couvre 15 hectares.

## Histoire
Le parc de Tweedsmuir North est constitué par la partie nord d'un ancien parc, le parc provincial de Tweedsmuir, d'une superficie de 981 000 hectares, qui a été divisé en deux dans les années 1970. La partie sud de l'ancien parc a été dénommée « parc provincial de Tweedsmuir South » (Tweedsmuir South Provincial Park). Ce changement est lié à la volonté des autorités provinciales de permettre l'exploitation de ressources naturelles (notamment minières) dans la partie nord.

## Géographie
Le parc est délimité :
- au nord par une boucle tracée par le lac Ootsa et son extension sud-ouest le lac Whitesail (ces deux lacs sont en dehors du parc) qui font partie du réservoir Nechako,
- à l'ouest par la Chaîne Côtière,
- au sud par l'autoroute provinciale 20 (connue sous le nom de Chilcotin Highway) qui le sépare du parc sud,
- à l'est par une ligne droite correspondant au méridien de 126° ouest.

Il est largement traversé dans sa partie sud par le lac Eutsuk qui forme une boucle globalement symétrique à celle du lac Ootsa.
Le nord du parc fait partie du plateau Nechako, une division du plateau Intérieur (Interior Plateau), qui domine le centre de la province et qui est parsemée de lacs et de petits cours d'eau. La chaîne montagneuse Quanchus (Quanchus Range) couvre la majeure partie du centre du parc. Plusieurs sommets dépassant les 1 900 mètres y culminent.
Liste des sommets (du nord au sud) du massif montagneux Quanchus :
- Mont Wells (Mount Wells) 2 076 mètres,
- Pic Tweedsmuir (Tweedsmuir Peak) 2 182 mètres,
- Pic Michel (Michel Peak) 2 254 mètres,
- Pic Wells Gray (Wells Gray Peak) 2 202 mètres,
- Pic Eutsuk (Eutsuk Peak) 1 914 mètres.

Les altitudes plus faibles sont essentiellement couvertes de forêts de pins tordus associés avec des épinettes blanches tandis que les pentes des montagnes, jusqu'à la limite des arbres vers 1 525 mètres, sont couvertes de sapins subalpins (aussi appelé « sapin des Rocheuses ») et d'épinettes d'Engelmann. Des clairières d'herbe naturelle et des zones marécageuses, dominées par les épinettes noires, sont également disséminées sur le territoire.

## Écosystèmes
Le parc est une région où la nature est restée vierge et sauvage. Les caribous y sont fréquents en été et en automne sur les flancs des chaînes de montagnes Quanchus (Quanchus Range) et Chikamin (Chikamin Range). Ailleurs, les chèvres des montagnes, les cerfs à queue noire, les élans, les ours noirs, les grizzlys (ours bruns) et les loups sont abondants. De nombreux mammifères plus petits y sont également fréquemment observés (marmottes des Rocheuses, carcajous, lemmings de Sibérie...). Les oiseaux aquatiques, sont très nombreux dans les lacs et les marais qui parsèment le parc.
Selon le système de classification des écosystèmes du ministère de l'Environnement de Colombie-Britannique, le territoire du parc est rattaché à trois zones bio-géoclimatiques :
- La plus grande partie du parc fait partie de la « zone sub-alpine du sapin et de l'épinette d'Engelmann » (Engelmann Spruce - Subalpine Fir Zone, code : ESSF) qui correspond à l'étage subalpin (partie la plus élevée encore recouverte de forêts)
- Les endroits les plus élevés sont recouverts de toundra et font partie de la « zone de toundra alpine » (Alpine Tundra Zone, code : AT)
- Les altitudes les plus basses du parc font partie de la « zone sub-boréale de l'épicéa » (Sub-Boreal Spruce Zone, code : SBS)